# ネナド・ララトヴィッチ
ネナド・ララトヴィッチ（セルビア語: Ненад Лалатовић, ラテン文字転写: Nenad Lalatović、1977年12月22日 - ）は、セルビアの元サッカー選手、サッカー指導者。ポジションはディフェンダー。

## 選手歴
レッドスター・ベオグラードの下部組織出身。トップチームに昇格後、OFKベオグラード、FKラドニチュキ・クラグイェヴァツ、FKミリツィオナルにレンタルされた後、2000年代前半のレッドスターを主力として支えた。
2003年1月にウクライナ・プレミアリーグのFCシャフタール・ドネツクに3年契約で移籍。しかしシャフタールでは上手く行かず、2004年初めにVfLヴォルフスブルクにレンタル移籍をした。シャフタールに復帰後も活躍できず、最終的には2005年10月にシャフタールIIの選手として出場したFCゾリャ・ルハーンシク戦で審判に襲い掛かってウクライナサッカー連盟から1年の出場停止処分を下された。
2006年冬の移籍市場で母国に帰還しFKゼムンに加入。6ヶ月を過ごした後、OFKベオグラードに10年ぶりに復帰。2006-07シーズン終了後、29歳で引退。
ユーゴスラビア代表としては2000年12月13日のギリシャ代表戦に出場した。

## 監督歴
2011年にFKスレム・スレムスカ・ミトロヴィツァで指導者となった。その後国内のクラブの監督を転々とし2014年にユース時代から過ごしたレッドスターの監督に就任。翌2015年にFKボラツ・チャチャクを経て11月11日にFKヴォイヴォディナ・ノヴィ・サドの監督に就任。当初は2016年夏までの契約であったが、2016年6月11日に1年の契約を延長。しかし、同年12月17日に双方合意の元契約を解消した。同月26日にFKチュカリチュキの監督に4年契約で就任した。

## 個人成績

### 監督
| クラブ                     | 就任日     | 退任日     | 戦績 | 戦績 | 戦績 | 戦績 | 戦績   |
| クラブ                     | 就任日     | 退任日     | 試   | 勝   | 分   | 敗   | 勝率   |
| -------------------------- | ---------- | ---------- | ---- | ---- | ---- | ---- | ------ |
| スレム                     | 2011年4月  | 2011年9月  | 16   | 6    | 4    | 6    | 037.50 |
| プロレテル・ノヴィ・サド   | 2011年10月 | 2013年6月  | 58   | 25   | 16   | 17   | 043.10 |
| ヴォジュドヴァツ           | 2013年7月  | 2014年1月  | 16   | 4    | 4    | 8    | 025.00 |
| ナプレダク・クルシェヴァツ | 2014年1月  | 2014年6月  | 15   | 5    | 3    | 7    | 033.33 |
| レッドスター・ベオグラード | 2014年6月  | 2015年6月  | 32   | 20   | 7    | 5    | 062.50 |
| ボラツ・チャチャク         | 2015年7月  | 2015年11月 | 18   | 10   | 4    | 4    | 055.56 |
| ヴォイヴォディナ           | 2015年11月 | 2016年12月 | 51   | 29   | 13   | 9    | 056.86 |
| セルビア U-21              | 2017年3月  | 2017年6月  | 4    | 1    | 1    | 2    | 025.00 |
| チュカリチュキ             | 2016年12月 | 2018年5月  | 60   | 32   | 11   | 17   | 053.33 |
| ラドニチュキ・ニシュ       | 2018年6月  | 2019年5月  | 45   | 29   | 12   | 4    | 064.44 |
| ヴォイヴォディナ           | 2019年6月  | 2021年5月  | 74   | 45   | 13   | 16   | 060.81 |
| アル・バーティン           | 2021年6月  | 2021年10月 | 8    | 1    | 3    | 4    | 012.50 |
| ラドニチュキ1923           | 2022年2月  | 2022年5月  | 17   | 6    | 4    | 7    | 035.29 |
| ラドニチュキ1923           | 2022年6月  | 現在       | 7    | 3    | 1    | 3    | 042.86 |
| 計                         | 計         | 計         | 425  | 218  | 97   | 110  | 051.29 |

## タイトル

### 選手時代
レッドスター・ベオグラード
- セルビア・モンテネグロ・プルヴァ・リーガ：2回（1999-2000、2000-01）
- セルビア・モンテネグロカップ：2回（1999-2000、2001-02）

FCシャフタール・ドネツク
- ウクライナ・プレミアリーグ：1回（2004-05）

### 指導者時代
ヴォイヴォディナ
- セルビア・カップ：1回（2019-20）